# Yvonne Adhiambo Owuor
Yvonne Adhiambo Owuor, née en 1968 à Nairobi, est une auteure de romans et de nouvelles kényane écrivant en anglais.

## Biographie
Elle étudie l'anglais à l'université Jomo Kenyatta (en), puis suit un master d'études audiovisuelles à l'université de Reading, au Royaume-Uni. En 2003, elle a remporté le prix Caine pour sa nouvelle « Weight of Whispers ». En 2004, elle a été choisie comme « femme de l'année » par la revue kényane Eve Magazine pour sa contribution à la littérature et aux arts au Kenya.
En 2015, son roman Dust remporte le prix Jomo Kenyatta (en), attribué depuis 1974 à des auteurs kényans en anglais et kiswahili. Il a fait l'objet de critiques très favorables dans le Washington Post et le New York Times.
Dust a été traduit pour Actes Sud (2017) par Françoise Pertat sous le titre La Maison au bout des voyages.